# Lenguaje soez en latín
El lenguaje soez en latín es el uso del vocabulario grosero, impúdico u obsceno en ese idioma. El vocabulario obsceno del latín vulgar consistía principalmente en términos sexuales y escatológicos: la gran cantidad de groserías religiosas que se encuentran en las lenguas romanas es un desarrollo del cristianismo y como tal no aparece en el latín clásico. En el latín vulgar, las palabras que se consideraban como groseras se las describía como obsc(a)ena, ‘obsceno, vulgar’, inadecuadas para el uso público o improba, ‘impropias, de mal gusto o impúdicas’. En latín clásico, más formal, no hay registros de zafiedad excepto en trabajos satíricos, o en discusiones sobre las susodichas palabras.
Puesto que lenguaje soez, por definición, abarca las palabras usadas de manera muy informal, cabe destacar las fuentes de las groserías latinas: El conocimiento acerca de las malas palabras latinas proviene de una variedad de fuentes:
- Poetas satíricos, particularmente Cayo Valerio Catulo y Marco Valerio Marcial, usan palabras malsonantes en obras literarias que se conservan. El augusto Horacio las utilizaba en sus primeros poemas. El anónimo Priapeos es otra fuente literaria de importancia.
- La obra del orador y abogado Cicerón, Epistulae ad Familiares (‘Cartas a mis amigos’) versa sobre las groserías latinas, y confirma la condición de profanas y obscenas de muchas palabras.
- Una serie de textos medicinales o veterinarios emplean las palabras como parte de su vocabulario técnico, donde no eran consideradas obscenas sino simplemente argot.
- Grafitos preservados del periodo romano utilizan estas palabras. Una gran cantidad de ejemplos de latín soez se descubrieron en los muros de Pompeya y Herculano.

## Mentulayverpa: pene
- Wikcionario  tiene definiciones y otra información sobre mentula.
- Wikcionario  tiene definiciones y otra información sobre verpa.

Mentula es la palabra básica en latín para el pene. Su condición de palabra soez se encuentra confirmada por Priapeia 29, en que mentula y cunnus son propuestos como ejemplos ideales de palabras obscenas:
Obscenis, peream, Priape, si non
uti me pudet improbisque verbis
sed cum tu posito deus pudore
ostendas mihi coleos patentes
cum cunno mihi mentula est vocanda
(‘Preferiría morir antes de utilizar palabras obscenas e impúdicas, pero cuando apareces, como un dios, con tus testículos colgando, me es apropiado hablar de penes y vaginas’.)
(Otra posible traducción: ‘Priapo, que me muera si no me da vergüenza usar palabras obscenas, pero cuando Tú, Dios, dejando de lado el pudor, muestres tus bolas, mi coño deberá llamar a la polla’.)
Verpa también es una obscenidad básica para el ‘pene’. Aparece con menor frecuencia en latín clásico, pero efectivamente aparece en Catullus 47:
vos Veraniolo meo et Fabullo
verpus praeposuit Priapus ille?
(‘Esa polla, ese Priapus, te prefiere a mi pequeña Veranius (erección) y Fabullus?’)
Verpus, adjetivo y sustantivo, se refieren al hombre cuyo glande se encontraba expuesto, debido a la erección o circuncisión; de este modo Juvenal tiene que
Quaesitum ad fontem solos deducere verpos
(‘Guiar a los circuncisos [vale decir, judíos] a la fuente que buscan’).

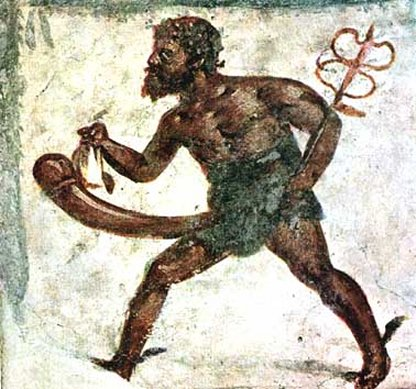
Ejemplo de sopio (ver a continuación), el dios Mercurio representado con un gran pene en este fresco de Pompeya.

### Etimología
La etimología exacta de mentula es algo oscura, aunque al parecer sería un diminutivo de mēns, gen. mentis, la ‘mente’ (es decir, ‘la mentecita’).  Mentum es el mentón.
Verpa posiblemente se relaciones con algo ‘empujado’ o ‘lanzado’; compárese el holandés werpen y el islandés verpa, que significan ‘lanzar’, así como la palabra del inglés antiguo weorpan del mismo significado, origen del vocablo inglés warp. 
- Wikcionario  tiene definiciones y otra información sobre warp.

## Cōleī: los testículos
- Wikcionario  tiene definiciones y otra información sobre coleus.

La palabra básica para testículos en latín era cōleī (singular: cōleus). Esta tuvo una alternativa, la forma consonante-raíz cōleōnēs (singular: cōleō), en latín tardío algunas veces culiō, culiōnēs, que está de una manera esparcida, atestiguado en latín clásico; esta, no obstante, es la palabra productiva en Romance.

### Etimología
La etimología de cōleī es oscura. Tucker, sin explicación, da *qogh-sleǐ-os (*kwogh-sleǐ-os?), y lo relaciona a cohum, una palabra dudosa para ‘broma’.

## Cunnus: la vulva
- Wikcionario  tiene definiciones y otra información sobre cunnus.

## Landīca: el clítoris
- Wikcionario  tiene definiciones y otra información sobre landica.

## Mingereymeiere: micción
- Wikcionario  tiene definiciones y otra información sobre mingere.
- Wikcionario  tiene definiciones y otra información sobre meiere.